# Dirty (KSI-dal)
A Dirty KSI brit zenész kislemeze, amely 2024. december 13-án jelent meg Billie Eilish közreműködésével a Warner és az Atlantic kiadókon keresztül.

## Háttér
2024 júliusában KSI teljes albuma kiszivárgott az interneten, hónapokkal az előtt, hogy egyetlen kislemez megjelent volna a lemezről. Ezek közé tartozott egy dal, amelyen lehetett hallani Billie Eilish amerikai énekesnőt, és amely a Dirty címet kapta a rajongóktól. 2024. december 10-én, három nappal a kislemez hivatalos megjelenése előtt KSI reagált egy posztra Twitteren, utalva arra, hogy pénteken meg fog jelenni egy dala egy női közreműködővel. A Dirtyt december 13-án adták ki.

## Közreműködők
- KSI – vokál, dalszerző
- Billie Eilish – jelöletlen vokál
- Andrew Jackson – dalszerző
- Matt Zara – producer, dalszerző
- Nicholas Gale – dalszerző